# Salmo labrax
Salmo labrax är en fiskart som beskrevs av Pallas, 1814. Salmo labrax ingår i släktet Salmo och familjen laxfiskar. IUCN kategoriserar arten globalt som livskraftig. Inga underarter finns listade i Catalogue of Life.